# 三井物産
三井物産株式会社（みついぶっさん、英: MITSUI & CO., LTD.）は、東京都千代田区大手町一丁目に本社を置く三井グループの大手総合商社であり、鉄鉱石、原油の生産権益量は商社の中でも群を抜いている。通称は物産。
三井不動産・三井住友銀行と並ぶ「三井新御三家」の一つ。日経平均株価およびTOPIX Core30、JPX日経インデックス400の構成銘柄の一つ。

## 概要
三菱商事、伊藤忠商事、住友商事、丸紅と共に五大商社の一つ。単に「物産」と言った場合は三井物産を指す。また、最近ではここに双日、豊田通商、兼松を追加して八大商社と称されることもある。
日本初の総合商社である。歴史上、まだ「商事会社」という日本語すら無かった明治初期に、あらゆる産品の貿易を手掛け、世界に類を見ない民間企業として発展し、後に日本特有の「総合商社」と称される企業形態の原型を造った。明治時代の日本企業による海外進出は、まず三井物産が進出し、三菱財閥（現在の三菱グループ）の日本郵船が航路を開き、横浜正金銀行（現：三菱UFJ銀行）が支店を出すと言われ、日本の外交官から「公館（大使館・領事館）無けれど物産あり」と言われるほど、官民を問わず、日本の組織としていち早く、世界の辺境地域へ進出していた。
戦前は三井財閥の中核企業であったが、戦後の財閥解体で一時解体。その後、1947年に設立された第一物産株式会社を中心に旧三井物産系の企業が再結集しはじめたが、ライバルの三菱商事が比較的再結集の容易な商品別に分社化し1954年に大合同されたのに対して、物産の場合は再結集の難しい地域別に分社化したことと、佐藤喜一郎三井銀行社長ら三井グループ内でも物産の再結集に難色を示す声が多かったため、戦後から14年が過ぎた1959年に大合同がなった。しかし、この大合同に参加しなかった企業群に、成長が期待された石油部門のゼネラル物産（現：ENEOS）、東食（現：カーギルジャパン）などがあった。1965年には木下産商を吸収合併している。

## 歴史
源流は、明治初期外国の商館に牛耳られていた貿易を日本人の手に取り戻そうと、井上馨や益田孝らによって設立された先収会社。井上馨の政界復帰に伴い、益田孝らが三井家の支援を得て先収会社の志を引き継ぎその商権などを元に旧三井物産が1876年（明治9年）に設立される。明治期には綿糸紡績機械や綿花の輸入、および生糸・綿糸・綿布の輸出を手掛け、日本の綿布輸出の半分を占めた。
飛躍的な三井の発展の勢いを挫いたのがシーメンス事件である。事件の捜査が進むにつれ、戦艦金剛と三井物産をめぐる疑惑が浮上、岩原憲三・山本条太郎・飯田義一の3常務を含む5名に有罪判決が下され、三井高弘は引責辞任した。事態を重く受け止めた三井合名は理事長制を導入し、初代理事長に筆頭参事だった團琢磨が任命され、三井総領家第10代当主三井高棟の権限は強化された。団と高棟は名経営コンビとされ、大正の繁栄に繋がることとなる。
それだけに1932年（昭和7年）3月に発生した血盟団事件は、三井に衝撃を与えた。理事長を喪失した三井合名は副社長制を導入、新たに理事に迎えた池田成彬（三井銀行常務）の下で、三井一族を第一線から退かせ、新たに設立した三井報恩会での社会貢献活動に従事させるなどしたが、財閥批判の世相を好転させるには至らなかった。
戦時下においては、臨時増徴法で倍額に引き上げられた法人税に苦しめられ、資金調達のため株式会社化を選択した三井合名を子会社の三井物産が吸収合併、資産も法人格も有さない「三井総元方」が財閥の音頭を取る体制に移行した。この一環で三井一族が旧来管理していた不動産を管理するために設立されたのが三井不動産である。しかし、中華民国山西省で軍の統制価格に従わず、実勢価格の家賃で不動産を借り上げていたことが発覚すると、「軍の作戦妨害」「現地の統制違反」などで軍や世論の強烈な批判にさらされ、総元方は解体、三井本社を設立するなどの再度の統治機構改革を行うことになり、軍部の圧力や世論の逆風も相まって戦時下での三井の営業は困難を極めた。
戦後になると、1947年（昭和22年）7月、財閥解体の一環として、三井物産および三菱商事に解散命令が下され、部長職以上のものは1名まで、旧三井財閥の従業員数は100名未満、三井が保有していた建物は使用禁止などの厳しい制限を付され、200社以上もの元社員による会社が発足する。財閥の商号も禁止され、その多くが倒産や合併を余儀なくされた。三井・三菱・住友により、商号護持運動が展開され、1952年（昭和27年）、財閥の商号・商標使用が解禁されると、三菱商事は早々に再合同を果たし、三井系においても三井物産復興の機運が高まった。旧三井物産系14社による協議の結果、「三井物産」の商号は大合同実現の暁まで14社のうち、日東倉庫建物に一時的に預けることとしたが、その直後、日東倉庫建物は突如、「三井物産」に商号を変更、翌年、有力4社のうちの1つ、室町物産と合併した。これに対し、他の有力3社第一物産、第一通商、日本機械貿易は、第一物産の名称で合同し、新・三井物産との間で対立したことで合同に遅れが生じた。1959年（昭和34年）2月、三井系主要12社の介入により、旧三井物産系商社が大合同し、現在の三井物産が発足したが、三菱商事の合同からは4年遅れとなった。大合同により当時として最大の総合商社の地位を取り戻すが、三井グループを挙げて投資したイラン・ジャパン石油化学（IJPC）がイラン革命およびイラン・イラク戦争により暗礁に乗り上げ、三菱商事にその座を譲る。
多くの人材を輩出しており、戦前の大日本麦酒（現：アサヒグループホールディングス、サッポロホールディングス）、大正海上火災保険（現：三井住友海上火災保険）、東レなどの三井グループの中核企業には、旧三井物産出身者が設立した企業が少なくないため、「組織の三菱」「技の住友」に対し「人の三井」と言われる。

## 沿革
- 1874年（明治7年）3月 - 井上馨、益田孝らとともに先収会社を設立[16]。
- 1876年（明治9年）7月 - 井上馨の政界復帰に伴い先収会社は解散し、三井組は先収会社の人員・事業を引き継いで三井物産会社を設立。初代社長は益田孝で、創立時の社員数は18名[注 1][17]。
- 1876年（明治9年）11月 - 三井組内の商事組織である三井組国産方および三越滞貸取立方と合併[18]。
- 1889年（明治22年）6月 - 三池炭鉱社（後の三井鉱山）と三池炭の一手販売契約締結。
- 1915年（大正4年）- フランク・ヴァンダーリップ（Frank A. Vanderlip）やジョン・モルガンらのアメリカン・インターナショナル・コーポレーション（American International Corporation）と京杭大運河プロジェクトに合意。
- 1920年（大正9年）4月 - 綿花部を分離し、東洋棉花（後のトーメン、現：豊田通商）設立。
- 1937年（昭和12年）7月 - 造船部を分離し、玉造船所（現：三井E&S）設立。
- 1940年（昭和15年）8月 - 三井物産が三井合名を吸収合併する。
- 1942年（昭和17年）
  - 11月 - 三井物産が株式を公開する。
  - 12月 - 船舶部を分離し、三井船舶（現：商船三井）設立。
- 1943年（昭和18年）9月 - 山西事件発生。
- 1944年（昭和19年）3月 - 三井物産が株式会社三井本社と改称し、商事会社として三井物産を新たに設立。
- 1947年（昭和22年）
  - 7月 - 財閥解体によりGHQから解散命令を受ける。旧三井物産系の新会社の一つとして、第一物産株式会社設立。
  - 11月 - 旧三井物産が解散。
- 1949年（昭和24年）5月 - 第一物産、東証上場。
- 1958年（昭和33年）3月 - 第一物産、日本レミントン・ユニバック（後の日本ユニシス、現：BIPROGY）設立。
- 1959年（昭和34年）2月 - 第一物産を中心に旧三井物産系の新会社が結集（大合同）。
- 1963年（昭和38年）6月 - アメリカ・モービル石油と合弁で極東石油設立。
- 1965年（昭和40年）6月 - 木下産商の営業譲受け。
- 1966年（昭和41年）8月 - ブリヂストン液化ガス（現：ENEOSグローブ）に資本参加。
- 1967年（昭和42年）11月 - 情報システム部門を分離しコンピューターシステムズサービス（現：三井情報）設立。
- 1969年（昭和44年）
  - 4月 - オーストラリア・マウントニューマンからの鉄鉱石出荷開始。
  - 7月 - 三井グループ17社により三井石油開発設立。
- 1971年（昭和46年）
  - 2月 - アメリカNASDAQ上場。
  - 3月 - リース事業部を分離し、三井リース事業（現：JA三井リース）設立。
- 1976年（昭和51年）10月 - 東京都千代田区大手町一丁目2番1号に本店移転。
- 1977年（昭和52年）5月 - アブダビ・ダス島のアブダビLNG生産開始。
- 1989年（平成元年）
  - 3月 - 日本通信衛星（現：スカパーJSAT）が、日本初の民間商用通信衛星JCSAT-1号の打ち上げに成功。
  - 10月 - イラン・ジャパン石油化学（IJPC）より正式撤退。
- 1995年（平成7年）6月 - オーストラリア・ワンドゥー油田取得。
- 1999年（平成11年）4月8日 - 英・ロスチャイルドグループと提携、6月に長期ファンドを設立して日本未公開株に投資[19]。
- 2009年（平成21年）2月 - ロシア・サハリン2LNG生産開始。
- 2013年（平成25年）8月 - 本店ビルの建て替え計画を発表。
- 2014年（平成26年）11月 - 東京都千代田区丸の内一丁目1番3号にある日本生命丸の内ガーデンタワーに本店移転。一部は同区大手町一丁目3番1号にあるJAビルへ入居させ、本店事務所が2か所となる。
- 2016年 (平成28年)  1月 - オマーン国営電力・水公社から受注した天然ガス火力発電の建設・操業事業に参画することを発表[20]。
- 2017年 (平成29年)  4月 - ロシアの最大手製薬会社R-ファームへの出資、海外で初の大型太陽光発電事業となるヨルダンの太陽光発電所建設に参画することを発表[21]。
- 2020年（令和2年）5月7日 - これまでの日本生命丸の内ガーデンタワー及びJAビルから、Otemachi One街区内の「三井物産ビル」へ本社移転[22]。

## 他企業との関係
三井物産は、三井グループ「二木会」(毎月第2木曜日に集まることが由来)において、三井不動産、三井住友銀行とともに「三井の御三家」と呼ばれている。バブル景気の一時期は三井グループの中核企業でありながら、メインバンクが富士銀行（後のみずほコーポレート銀行、現：みずほ銀行）になった時期があった。これは、三井グループの金庫番である三井銀行（現：三井住友銀行）が第二次世界大戦中に第一銀行（後の第一勧業銀行、現：みずほ銀行）と合併して帝国銀行となったものの内部融和が全く進まず、終戦直後に分裂した事が後遺症となって高度経済成長期以降も規模の面で都銀中位行に甘んじ、バブル期における三井系企業の莫大な資金需要に応えられなくなってしまったためである。この出来事により三井銀行は規模拡大を余儀なくされ、1990年に太陽神戸銀行と合併する事となった（さくら銀行の誕生。現：三井住友銀行）。なお、富士銀行を母体とするみずほ銀行は現在も三井物産のサブメインバンクである。
トヨタグループの創設者である豊田佐吉の自動織機製造の資金・海外展開面で支援したことから、同グループとの繋がりも深く、現在もカナダや中南米の一部の国におけるトヨタの販売会社（ディーラー）に出資するなどの関係を継続している。コンビニエンスストアではセブン&アイ・ホールディングスと資本関係があり、物流やショッピングセンターの開発などの面で提携している。

### マスメディアとの関係
日本経済新聞（日経）の前身でもある中外商業新報は元々三井物産から「中外物価新報」として創刊されたのが起源であり、1940年（昭和15年）に独立するまで、三井物産を始めとする三井財閥と緊密な関係を保っていた。また、日経の系列テレビ局であるテレビ東京もかつては同局が放送する多くの番組のスポンサーだったが、最近でも映画「子ぎつねヘレン」をテレビ東京とともに制作したり、同局の早朝深夜の通販番組でかつてはテレコンワールドを立ち上げた。現在では三井物産の「イオニックブリーズ」を販売している。
後に三井グループ入りするTBSホールディングス（TBSテレビ）でも三井物産出身の足立正がTBSの前身であるラジオ東京の初代社長に就任した経緯があり、現在に至るまで関係が深い。
2006年7月にはBSデジタル放送のテレビ局として、「ワールド・ハイビジョン・チャンネル」（サービス名称はBS12〈トゥエルビ〉）を三井物産の完全子会社として設立。2007年12月1日に開局し、マスメディアも包括する企業となった。

## 歴代経営者

### 旧三井物産
- 社主 - 三井高尚・三井高明
- 創業者 - 井上馨・益田孝
- 初代 - 益田孝
- 第二代 - 三井高明
- 第三代 - 三井高寛
- 第四代 - 三井高弘
- 第五代 - 三井高堅
- 第六代 - 三井高明
- 第七代 - 三井高泰
- 第八代 - 南条金雄
- 第九代 - 井上治兵衛
- 第十代 - 向井忠晴
- 第十一代 - 小池正彪
- 第十二代 - 住井辰男
- 第十三代 - 宮崎清

### 戦後
- 初代 - 新関八洲太郎（1947年10月 - 1961年5月）
- 第二代 - 水上達三（1961年10月 - 1969年5月）
- 第三代 - 若杉末雪（1969年5月 - 1973年5月）
- 第四代 - 池田芳蔵（1973年5月 - 1979年6月）
- 第五代 - 八尋俊邦（1979年6月 - 1985年6月）
- 第六代 - 江尻宏一郎（1985年6月 - 1990年6月）
- 第七代 - 熊谷直彦（1990年6月 - 1996年6月）
- 第八代 - 上島重二（1996年6月 - 2000年6月）
- 第九代 - 清水慎次郎（2000年6月 - 2002年10月）
- 第十代 - 槍田松瑩（2002年10月 - 2009年3月）
- 第十一代 - 飯島彰己（2009年4月 - 2015年3月）
- 第十二代 - 安永竜夫（2015年4月 - 2021年3月）
- 第十三代 - 堀健一（2021年4月 - ）

## グループ企業
（日本国内事業者は全て株式会社である）

### 鉄鋼製品本部
- 三井物産スチール - 建築土木用鋼材、鋼板、線材特殊鋼などの国内販売、輸出入
- Regency Steel Asia Pte Ltd - 鉄鋼製品の卸売
- Bangkok Coil Center Co,. Ltd - 鋼材加工販売
- 三井物産スティールトレード - 鉄鋼製品の貿易及び国内販売
- 日鉄物産（日本製鉄との合弁） - 鉄鋼、産機・インフラ、繊維、食糧その他の商品の販売及び輸出入
  - NST三鋼販
- Shanghai Bao-Mit Steel Distribution Co., Ltd. - 鉄鋼製品の加工・販売
- Siam Yamato Steel Co., Ltd.（大和工業との合弁） - 鉄鋼製品の製造販売
- Gestamp 2020, S.L - 自動車向けプレス部品事業への投資
- Gestamp NORTH AMERICA, INC. - 自動車向けプレス部品事業

### 金属資源本部
- Mitsui Coal Holdings Pty. Ltd. - 豪州石炭関連事業への投資
  - Mitsui Iron Ore Development Pty. Ltd. - 豪州鉄鉱石の採掘・販売
  - Mitsui Iron Ore Corporation Pty. Ltd. - 豪州鉄鉱石の採掘・販売
  - Mitsui -Itochu Iron Pty. Ltd. - 豪州鉄鉱石の採掘・販売
  - Mitsui & Co. Iron Ore Exploration & Mining Pty. Ltd. - 豪州鉄鉱石の採掘・販売
- 物産住商カーボンエナジー - 一般産業向け輸入石炭販売/投資を含む海外炭鉱開発
- Japan Collahuasi Resources B.V. - チリ銅鉱山（コジャワシ銅鉱山）への投資
- Nacala Corridor Holding Netherlands B.V. - モザンビーク石炭、一般貨物、旅客の鉄道販売
- 三井物産メタルズ - 非鉄製品・スクラップなどの国内販売・貿易
- Mitsui Bussan Copper Investment & Co., Ltd. - チリ銅鉱山（カセロネス銅鉱山）への投資
- Mitsui Mineral Resources Development (Latin America) Limitada. - チリ銅鉱山（アングロスール傘下の銅鉱山）への投資
- Mitsui & Co. Mineral Resources Development (Asia) Corp. - フィリピンでのニッケル・コバルト製錬事業への投資
- BHP Mitsui Coal Pty. Ltd. - 石炭の採掘・販売
- 日本アマゾンアルミニウム - ブラジルアルミニウム製錬事業への投資
- Inner Mongolia Erdos Electric Power & Metallurgical Co., Ltd. - 石炭、電力、合金鉄、黄河引水、化学品

### プロジェクト本部
- 三井物産プラントシステム - 各種プラント、電力関連設備、鉄道機器の販売
- Mitsui Power Ventures limited - 発電事業への投資
- MIT POWER CANADA LP INC. - カナダでの発電事業への投資
- MITSUI GAS E ENERGIA DO BRASIL LTDA. - ガス配給事業への投資
- Atlatec, S.A. de C.V. - 廃水・下水処理設備の設計・建設・操業
- 東京国際エアカーゴターミナル - 東京国際空港国際線地区貨物ターミナル整備・運営事業
- Portek International Private Limited - コンテナターミナル及び多目的港湾運営業務、荷役機器販売、港湾エンジニアリングサービスの提供
- MT FALCON HOLDINGS COMPANY, S.A.P.I - メキシコでの発電事業への投資
- 東洋エンジニアリング（三井化学、大成建設との合弁） - プラント・エンジニアリング
- IPM Eagle LLP - 欧州・プエルトリコでの発電事業への投資
- P.T. Paiton Energy - インドネシアでの発電事業への投資
- Compañía de Generación Valladolid S. de R.L. de C.V. - メキシコでの発電事業への投資
- AES JORDAN HOLDCO, LTD. - ヨルダンでの発電事業への投資
- RLC Power Holding Company Limited - カタールでの造水発電事業への投資

### モビリティ第一本部
- Toyota Chile S.A. - 自動車及び部品の輸入・販売
- Veloce Logistica SA - 自動車生産工場向けロジスティクス業務（輸送、倉庫などの企画・運営）
- Mitsui Bussan Automotive（Thailand） Co., Ltd. - 自動車・トラック・バスの販売
- P.T. Bussan Auto Finance - 二輪車販売金融
- 三井物産オートモーティブ - 完成車、部品、生産設備の輸出入および車両ネットオークション
- Hino Motors Sales Mexico S.A. de C.V. - 日野自動車製トラック・補修部品の輸入販売
- Transystem Logistics International Pvt.Ltd. - 自動車関連ロジスティクス業務
- Ellison Technologies Inc. - 工作機械・周辺搬送設備などの販売・エンジニアリング・サービス
- 三井物産マシンテック - 工作機械・射出成型機などの設備機械販売
- Mitsui Rail Capital Participações Ltda. - ブラジル貨車リース事業への投資
- Komatsu-Mitsui Maquinarias Peru S.A. - コマツ製鉱山・建設機械などの販売・保守サービス
- Road Machinery, LLC - アリゾナ州とカリフォルニア州における、コマツ製鉱山・建設機械などの販売・保守サービス
- Mitsui Auto Finance Chile LTDA. - 自動車販売・金融
- TOYOTA Canada Inc. - 自動車及び部品の輸入・販売
- Penske Automotive Group, Inc.  - 自動車小売業・総合輸送業
  - Penske Truck Leasing Co., L.P. - トラックリース・レンタル事業およびロジスティクス事業
  - P.T. Yamaha Indonesia Motor Manufacturing（ヤマハ発動機との合弁） - オートバイの製造・販売
- Komatsu Marketing Support Australia Pty. Ltd. （小松製作所との合弁）- コマツ製鉱山・建設機械の販売・保守サービス
- VLI S.A. - 鉄道貨物輸送事業
- Odebrecht Mobilidade S.A - 鉄道旅客輸送事業
- 太陽建機レンタル - 建設用機械器具などの総合レンタル

### モビリティ第二本部
- 東洋船舶 - 船舶管理、用船・中古船仲介、船舶搭載機器販売
- OMC Shipping Pte. Ltd. - 船舶保有業
- M&T Aviation Finance (Ireland) - 航空機リース事業への投資
- 三井物産エアロスペース - ヘリコプター及び航空宇宙関連機器への輸入販売
- Mitsui Rail Capital Holdings, Inc. - 北米鉄道関連事業への投資
- MRCE Group - 欧州機関車関連リース事業

### ベーシックマテリアルズ本部
- Shark Bay Salt Pty. Ltd. - 塩田事業
- 三井物産ケミカル - 溶剤・塗料他化学品の国内販売及び貿易事業
- Fairway Methanol LLC - メタノールの製造・販売
- Hi-Bis GmbH - 自動車用途を中心とした化学品製造
- 本州化学工業（三井化学との合弁） - 各種化学品の製造・販売
- International Methanol Company - メタノールの製造・販売
- Kansai Helios Coatings GmbH（関西ペイントとの合弁） - 塗料、合成樹脂、及び接着剤他、化学品の製造

### パフォーマンスマテリアルズ本部
- 三井物産プラスチック - 合成樹脂を主体とする総合卸売事業
- 三井塑料貿易（上海）有限公司 - 合成樹脂、合成ゴム及びその関連製品のマーケティング・販売
- Advanced Composites, Inc. - プラスチック・コンパウンドなどの製造・販売
- 三井物産パッケージング - 紙パルプ・パッケージング関連事業
- Mitsui Bussan Woodchip Oceania Pty. Ltd. - 植林及びウッドチップ生産・販売事業
- SMB建材（住友商事、丸紅と建築資材販売部門を統合） - 建築用資材の販売、建築工事の請負

### ニュートリション・アグリカルチャ一本部
- 物産フードサイエンス - 糖アルコール（ソルビトール・キシリトールなど）の製造・販売
- サンエイ糖化 - ぶどう糖などの糖化製品ならびに乳製品の製造
- 三井物産アグロビジネス - 肥料関連商材の販売、農業関連商材の開発・販売
- Mitsui AgriScience International S.A./N.V. - 欧州農業事業の統括
- 第一タンカー - 石化製品のタンカー輸送
- 曽田香料（東レとの合弁） - 香料関連商品の製造・販売
- MVM Resources International B.V. - ペルーでのリン鉱石採掘・販売事業への投資

### エネルギー第一本部
- Mitsui E&P Australia Pty Limited - オセアニアにおける石油・天然ガスの探鉱・開発・生産
- Mitsui E&P Middle East B.V. - 中東における石油・天然ガスの探鉱・開発・生産
- Mitsui E&P UK Limited - 欧州における石油・天然ガスの探鉱・開発・生産
- 三井石油開発 - 石油・天然ガスの探鉱・開発・生産
- Mitsui E&P USA LLC - シェールガスの探鉱・開発・生産
- Mitsui E&P Texas LP - シェールガス / オイルの探鉱・開発・生産
- Mitsui & Co. Energy Trading Singapore Pte. Ltd. - 原油及び石油製品の現物・先物取引
- ENEOSグローブ（ENEOS、丸紅との合弁） - 液化ガスの輸入・国内販売など

### エネルギー第二本部
- Mitsui Sakhalin Holdings B.V. - Sakhalin Energy Investmentへの投資
- Mitsui E&P Mozambique Area 1 Limited - モザンビークにおける石油・天然ガスの探鉱・開発・生産
- Mitsui & Co. Energy Marketing and Services (USA), Inc. - 三井物産のマーセラス上流権益の天然ガス販売、および、米国内での天然ガス売買など
- Mitsui LNG Nederland B.V. - カタールLNGプロジェクトへの投資及びカタールにおける石油・天然ガスの開発
- Japan Australia LNG（MIMI）Pty. Ltd. - 石油・天然ガスの探鉱・開発・生産

### エネルギーソリューション本部
- Forefront Power, LLC - 太陽光分散電源発電事業の開発・運営、需要家向けエネルギーソリューション（太陽光エネルギー、蓄電サービス、など）の提供

### 食料本部
- プライフーズ - ブロイラーの生産・加工・販売
- 東邦物産 - 各種農水産物の輸入・販売
- United Grain Corporation of Oregon - 穀物の流通事業
- Agricola Xingu S.A - 農産物の生産事業
- 三井農林（三井不動産との合弁） - 紅茶・緑茶・自動販売機用飲料などの製造販売[注 3]
- MITSUI ALIMENTOS LTDA. - コーヒー生豆輸出、コーヒー焙煎及び国内販売
- 物産フードマテリアル - 果汁 / 野菜汁・果実 / 野菜加工品の輸出入・製造・販売、乳製品の販売
- フィード・ワン - 配合飼料の製造・販売、畜水産物の仕入・販売・生産・加工など
- DM三井製糖ホールディングス - 持株会社
  - DM三井製糖 - 砂糖精製事業
- かどや製油（三菱商事とともに資本・業務提携） - 油脂原料の搾取精製・加工、油脂製品の販売
- スターゼン - 食肉の加工・販売、食肉製品・食品の製造・販売

### 流通事業本部
- 三井物産流通グループ -  流通事業の中核会社
- Mitsui Bussan Logistics, Inc. - 食品・雑貨・容器などの販売
- WILSEY FOODS, INC. - VENTURA FOODS LLC（加工油脂食品会社）への投資
- 北京百望達商貿有限公司 - 食材・雑貨の販売・サービス提供
- 三井物産アイ・ファッション - 繊維製品の生産企画・管理
- Paul Stuart Inc - 高級衣料雑貨小売事業
- ALCANTARA S.p.A. - 人工皮革の製造・販売
- ビギホールディングス - 洋服・服飾雑貨の企画製造・販売事業（ビギグループの持株会社）

### ヘルスケア・サービス事業本部
- IHH Healthcare Berhad - 病院経営及びヘルスケア関連事業
- PHCホールディングス - 糖尿病患者向け血糖値測定器などの医療機器の開発・製造・販売事業の統括
  - PHC - 糖尿病患者向け血糖値測定器などの医療機器の開発・製造・販売
- 日本マイクロバイオファーマ - 微生物を利用した医薬品原薬、機能性化学品の製造、製造受諾並びに創薬支援事業
- 保健同人社 - 健康関連の書物出版など[注 4]
- 富士製薬工業 - 医療用医薬品の開発・製造・販売
- エームサービス（米 アラマーク（英語版）との合弁）
- 三井物産フォーサイト（旧・三井物産ファシリティーズ） - 総合ビル、マンション管理及び包括的マネジメント、プラントオペレーション
- UHS Partners - 子会社（Delta、Accountable）を通じた医師・セラピスト・看護師の派遣・紹介

### ICT事業本部
- 三井情報 - ICTシステムコンサルティング・構築・運用、データセンター・クラウドサービス・IoT機器・製造装置の販売
- 三井物産セキュアディレクション - サイバーセキュリティに関する診断、監視、コンサルティングサービス
- ワールド・ハイビジョン・チャンネル - BSデジタル放送事業[注 5]
- りらいあコミュニケーションズ - コールセンター、アウトソーシング / 委託サービス
- QVCジャパン - TV通信販売事業
- ダイナミックプラス - 社内起業プロジェクトにより、Zホールディングス（現：LINEヤフー）とぴあとのJVとして発足。『価格』をテーマにしたレベニューマネジメントサービスを提供

### コーポレートディベロップメント本部
- 三井物産アセットマネジメント・ホールディングス - 国内不動産アセットマネジメント事業の統括
  - 三井物産ロジスティクス・パートナーズ - 物流施設REIT「日本ロジスティクスファンド投資法人」の資産運用
  - 三井物産リアルティ・マネジメント - 不動産私募ファンド及び私募リート「三井物産プライベート投資法人」のアセットマネジメント事業
  - 三井物産・イデラパートナーズ - J-REIT「投資法人みらい」の資産運用
- 三井物産オルタナティブインベストメンツ - ヘッジファンドなどオルタナティブ投資商品の仲介
- 三井物産インシュアランス - 損害保険・生命保険代理店業務
- 三井物産企業投資 - バイアウト投資事業
- Mitsui & Co. Global Investment (USA) Inc. - ベンチャー投資事業
- Mitsui Bussan Commodities Ltd. - エネルギー・デリバティブ取引、非鉄金属ディーリング
- 三井物産グローバルロジスティクス - 物流倉庫事業、運送業、通関業、不動産賃貸業、国際複合一貫輸送など
- 甲南埠頭 -倉庫業、埠頭業、利用運送事業
- MITSUI & CO. GLOBAL LOGISTICS (ASIA) PTE LTD - 国際複合一貫運送事業
- 三井物産都市開発（旧：物産不動産） - 不動産の開発・賃貸借・売買・ソリューション事業など
- 三井物産フィナンシャルマネジメント - 経理管理関連事業
- MBK Real Estate LLC - 不動産関連事業
- MBK Real Estate Asia Pte. Ltd. - 東南アジアにおける不動産開発事業
- JA三井リース（三井リース事業とJA系の協同リースが統合） - 総合リース業

### 米州本部
- Mitsui Foods, Inc. - 缶詰・冷凍食材・茶類・飲料原料・コーヒーの卸売
- Intercontinental Terminals Company LLC - 化学品タンクのリース
- Game Changer Holdings Inc. - 鋼材加工販売会社への投資
- Novus International, Inc. - 飲料添加物の製造・販売
- MITSUI PLASTICS INC. - 化学品販売
- Mitsui Agro Business S.A. - 南米肥料販売事業への投資
- Mit-Salmon Chile SpA - Salmones Multiexport S.A. (サーモン養殖・加工・販売事業会社) への投資
- Shiko Beauty Inc. - 米国向けコスメティックス商品販売ECプラットフォーム

### 欧州・中東・アフリカ本部
- EURO-MIT STAAL B.V. - 在欧州変圧器メーカーなどに対する電磁鋼板のSLIT加工及び販売
- GEG (HOLDINGS) LIMITED - 石油・ガス、再生エネルギーの海洋構造物ファブリケーション、修繕、技術支援
- ITC RUBIS TERMINAL ANTWERP NV - 石化・ガス化製品などの貯蔵・入出庫サービスなどタンクターミナル事業

### アジア・大洋州本部
- Mitsui Water Holdings (Thailand) Ltd. - 上水供給事業への投資
- PT Kingsford Holdings - PT Champion Pacific Indonesia への投資

### その他
- 三井物産フィナンシャルサービス - 金融事業（関連会社）
- Mitsui & Co. Financial Services (Asia) Ltd. - 金融事業（関連会社）
- Mitsui & Co. Financial Services (Europe) Plc. - 金融事業（関連会社）
- Mitsui & Co. Financial Services (U.S.A.) Inc. - 金融事業（関連会社）
- 三井物産トレードサービス - 金融事業（関連会社）
- 三井物産クレジットコンサルティング - 金融事業（関連会社）
- 三井物産ビジネスパートナーズ - 人事・総務関連業務受託
- Moon Creative Lab Inc. - ビジネスデザインコンサルティング

### 主な関連会社
- プラスオートメーション - 物流ロボット機器販売（RaaS）、物流大手の日本GLPと豊田自動織機との合弁企業
- ハイウェイ・トール・システム（高速道路料金収受システムをアメリカから輸入するために三井物産トールサービスとして設立）
- 三井ダイレクト損害保険（MS&ADインシュアランスグループホールディングスの連結子会社）
- カフェクロワッサン（ロイヤルホールディングスとの共同出資）
- リヤドロジャパン（スペイン・リヤドロとの合弁）
- ジェイ・エー・エー
- 天昇電気工業（元旭化成グループ）
- ネットマイル

### その他出資企業

#### 三井物産を筆頭株主としている企業
- 新日本空調（元東洋キヤリア工業の子会社として設立したのち三井グループの傘下に入る）
- ゴールドウイン（三井物産がミズノから日本事業権を引き継いだ「speedo」ブランド製品の製造委託先）
- 中部鋼鈑（三菱商事・新日鐵住金・日鉄住金物産とも提携）
- 朝日工業（商社主導で経営再建）
- 片倉工業（同社の富岡製糸場が発祥・母体）
- 石原産業（一時期、三井物産の実質傘下に入っていた経歴あり）
- 丸藤シートパイル（土木建築工事に伴う重仮設資材、仮設工事、地下工事をトータルサポート）

#### 三井物産を主要株主としている企業
- J-オイルミルズ
- 三井精機工業（ジェイテクト子会社）
- 三井海洋開発（三井造船の連結子会社）
- 三井三池製作所（日本コークス工業の持分法適用関連会社）
- 三井共同建設コンサルタント（三井グループ18社の共同出資（非上場））
- ダスキン（物産と販売などで提携、主力行も三井住友のため、三井グループとも緊密）
- 松竹
- TBSホールディングス
- テレビ東京ホールディングス
- 合同製鐵（日本製鉄の持分法適用会社）
- ニチハ（三井木材工業（現：ニチハマテックス）を完全子会社化）
- 加藤産業
- 宇徳（商船三井の持分法適用会社）
- 東邦チタニウム（ENEOSグループ）
- 丸美屋食品工業
- 電機資材
- アグロ カネショウ（農薬関連。セルティス ジャパンの合弁先だった）
- BIPROGY

### 三井物産食品グループ
これはいわゆる企業系列ではなく、物産社を総発売元（あるいは代理店）として、取引のある食品関連企業の企業共同体である。問屋はメーカーへ直接商品を発注しても、支払いはすべて三井物産へ入金する（帳合取引）。また、「三井物産食品グループ」というクレジット名で日本テレビ、読売テレビ、TBSテレビ・TBSラジオ・BS-TBSでスポンサー提供を出している。
- DM三井製糖（旧三井製糖と旧大日本明治製糖の合併により発足）
- 三井物産流通グループ
- 三井農林
- かどや製油
- 丸美屋食品工業
- 東洋水産
- キユーピー
- テンヨ武田
- エバラ食品工業
- 新進
- エスビー食品
- 雪印メグミルク
- ハナマルキ
- 山崎製パン

### かつて三井物産食品グループに所属していた企業
- フレッシュ・デルモンテ・ジャパン（「デルモンテのフルーツ缶詰」という提供クレジット）
- ニップン（「オーマイ」という提供クレジット）
- UCC上島珈琲（「UCCコーヒー」という提供クレジット）
- カゴメ
- リプトン
- うさぎもち（現在はサトウ食品の子会社）
- モール・エスシー開発[注 6]

## 広報活動
- BEST GUY - 三井物産の制作した映画
- ニュース（あすの）日経朝刊→ワールドビジネスサテライト[注 7]
- 畦道をゆく（文化放送、「三井農業アワー」と称して協賛）
- 奥さま劇場（地上波・TBSテレビの関東ローカルでのTBS系連続ドラマの再放送枠。「三井」の冠は少なくとも1990年代初めごろまでは付いていたが、三井物産食品グループは長年にわたり筆頭提供を務めていた）
- 2時のワイドショー→Beアップル2時!→ザ・ワイド（読売テレビ放送製作。読売テレビなど、一部地域では番組後半枠において三井物産食品グループが筆頭提供していた）
- プロジェクトJAPAN - NHKが2009年（平成21年）から進めているプロジェクト。このうち『NHKスペシャル シリーズ 「JAPANデビュー」』の第3回で三井物産の創業から敗戦による解体までの歴史が取り上げられた。当時のOBの出演は一切無かった。
- 日曜劇場 - 官僚たちの夏以降の作品に特別協力として制作に関与する。

## 事件・不祥事
- 三井物産爆破事件
- 三井物産マニラ支店長誘拐事件
- 鈴木宗男事件
- ドリームランドモノレール裁判
- 2004年（平成14年）11月22日、ディーゼル排気微粒子除去装置（DPF）の性能データ捏造が発覚し、本社社員ら3人の逮捕者を出した[注 8]。
- 2018年（平成30年）3月20日、三井物産社員が覚醒剤取締法及び麻薬及び向精神薬取締法及び関税法違反容疑で逮捕され、同年4月10日に起訴された[29]。

## テレビ番組
- 日経スペシャル カンブリア宮殿 世界で稼ぐ!何でも稼ぐ!変化に強い"起業家集団"（2013年9月5日、テレビ東京）- 三井物産 社長 飯島彰己出演[30]。